# Bitka kod Kunakse
Bitka kod Kunakse odigrala se 3. rujna 401. pr. Kr. između maloazijskih satrapija predvođenih Kirom Mlađim koje su se pobunile protiv Artakserksa II., Kirovog brata i vladara Perzijskog Carstva koji je na došao na perzijski tron tri godine ranije. Bitka se održala uz lijevu obalu rijeke Eufrat pokraj drevnog grada Kunakse, oko 70 km sjeverno od Babilona. Glavni izvor o ovom sukobu je Ksenofont, grčki plaćenik koji je osobno sudjelovao u bitci, te koji je kasnije postao povjesničar.

## Pripreme
Kir Mlađi okupio je vojsku grčkih plaćenika koja se sastojala od 10.400 hoplita i 2500 lakih pješaka, kojima je zapovjedao spartanski general Klearh. Također, Kir Mlađi zapovjedao je i s perzijskim satrapskim jedinicima iz Lidije, Frigije, Paflagonije i Kapadocije koje je vodio njegov nadređeni perzijski general Ariaej. Ksenofont je broj perzijskih pješaka procijenio na fantastičnih 1.200.000, no niti jedan moderni povjesničar ne smatra te brojke pouzdanima. Ipak, smatra se kako je Artakserkso II. zapovijedao većom vojskom nego Kir Mlađi, što se posebno odnosi na perzijsku konjicu.

## Bitka
Grčke snage koje su se nalazile na desnom krilu vojske Kira Mlađeg sukobile su se s Artakserksovim lijevim krilom koji se prema dogovorenom manevru povukao sve dok Grci nisu došli u domet strijelaca. Istovremeno, borba između perzijskog desnog odnosno Kirovog lijevog krila trajala je mnogo krvavije i duže; Kir Mlađi sukobio se s jednim od Perzijskih besmrtnika iz bratove vojske koji ga je ubio kopljem. Dok su se Grci i dalje borili jer nisu čuli za Kirovu pogibju, trupe Artakserksa II. prodrle su u grčki tabor i uništili njihove zalihe hrane. U samoj bitci nije bilo velikog broja žrtava budući kako je potencijalni uzurpator perzijskog trona Kir Mlađi ubijen na samom početku borbe.

## Posljedice
Prema grčkom plaćeničkom vojniku i povjesničaru Ksenofontu, grčki hopliti tokom bitke su dvaput porazili Artakserksovo lijevo krilo i imali samo jednog ranjenog vojnika, no njegovi podaci ne smatraju se pouzdanima zbog očigledne pristranosti. Nakon što su čuli kako je njihov zapovjednik i mentor Kir Mlađi ubijen shvatili su kako je njihov uspjeh u bitci irelevantan, odnosno kako je cijela ekspedicija završila neuspjehom. Našli su se u sred neprijateljskog carstva bez hrane, mentora ili saveznika. Navodno su ponudili svom perzijskom savezniku Ariaeju da postane kraljem, no on ih je odbio uz obrazloženje kako nije kraljevske krvi pa neće naići na potporu kod Perzijanaca. Potom su ponudili svoje usluge Tisafernu, jednom od vodećih Artakserksovih satrapa, no on ih je odbio. Ipak, Tisafern se našao u problemima budući kako nije imao vojsku za obračun s njima, pa ih je odlučio opskrbiti hranom i nakon dugog čekanja poslati kući.
Grčki zapovjednici naivno su prihvatili Tisafernov poziv na gozbu, gdje su zarobljeni i konačno pogubljeni. Grčki vojnici su potom izabrali nove zapovjednike, te krenuli prema Crnom moru na sjeveru kroz Kurdistan i Armeniju. Priče o grčkim plaćenicima poznatijih kao Deset tisuća i njihovim avanturama zabilježene su u Ksenofontovom djelu „Anabasis“.

## Popularna Kultura
- Bitka kod Kunakse spomenuta je u Walter Hillovom filmu „Ratnici podzemlja“ (The Warriors) iz 1979.

## Poveznice
- Perzijsko Carstvo
- Artakserkso II.
- Kir Mlađi

## Vanjske poveznice
- Bitke Artakserksa II. sa stranice „Ahemenidska Perzija“ (autor: Mark Drury)
- Ksenofont: „Anabasis“ (Adelaide.edu.au)  Arhivirana inačica izvorne stranice od 14. rujna 2009. (Wayback Machine)
- Bitka kod Kunakse (enciklopedija Britannica)
- Ksenofont: „Perzijska ekspedicija“ (The Persian Expedition), preveo: Rex Warner, izdavač: Penguin, 1949.